# ویلسون کروز
ویلسون کروز (انگلیسی: Wilson Cruz؛ زادهٔ ۲۷ دسامبر ۱۹۷۳) یک هنرپیشه اهل ایالات متحده آمریکا است.
او در فیلم مهمانی هیولا بازی کرده است.